# Ligne à retard (sonorisation)
Pour les articles homonymes, voir Ligne à retard.

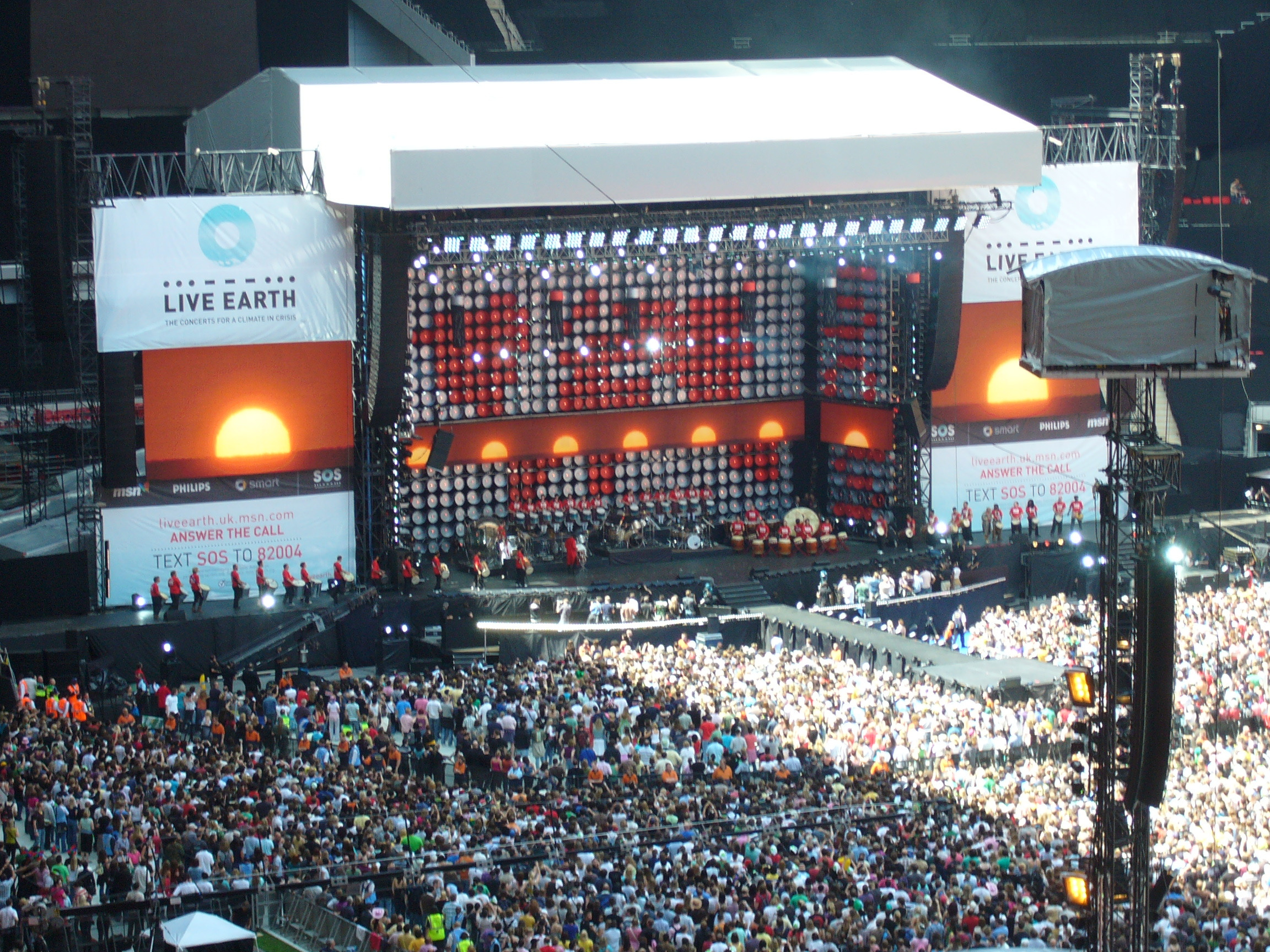
Sur cette photo d'un concert au stade de Wembley, on distingue les enceintes de façade, en hauteur, de part et d'autre de la scène, et un groupe d'enceintes-relais alimentées par une ligne à retard, suspendues au mât visible sur la droite.

Une ligne à retard est un dispositif électronique utilisé en sonorisation pour restituer le signal entrant avec un retard pouvant aller jusqu'à quelques secondes.

## Description
Une ligne à retard sert le plus souvent pour compenser la différence de temps de trajet entre le signal transmis électroniquement et le son dans l'air.
Dans certaines circonstances, comme dans les stades et gros festivals, la puissance sonore que produisent les enceintes principales (appelées « façade ») ne suffit pas pour les spectateurs les plus éloignés de la scène. Augmenter cette puissance aboutirait à un niveau insupportable pour les spectateurs proches. Dans d'autres cas, comme dans les théâtres, les spectateurs des balcons sont loin de l'aire de diffusion optimale de la sonorisation principale. On ajoute des groupes d'enceintes supplémentaires, dites enceintes de relais.
Le signal électrique se transmet pratiquement instantanément. Les enceintes de relais peuvent donc produire le son avant que celui provenant de la façade ne soit arrivé. Dans les cas les plus graves, le spectateur entend comme un écho désagréable. Même si ce n'est pas le cas, pour que le son paraisse provenir de la façade, il faut que celui qui en provient arrive environ 5 à 15 ms avant le son de l'enceinte relais. Dans ces conditions, même si le son de l'enceinte relais est 10 à 15 décibels plus puissant que le principal, le spectateur localise l'origine sur le premier arrivé. La ligne à retard insérée dans la liaison vers les enceintes de relais permet d'obtenir cet ordre d'arrivée.
Appelée delay line en anglais, la ligne à retard ne doit pas être confondue avec le delay, qui est un effet sonore généralement appliqué sur les sons de guitare et non un moyen de correction. Le delay est néanmoins basé sur le même principe général de fonctionnement, utilisé également dans la chambre d'écho.

### Effets du retard
Le son arrivant en premier domine la perception de l'origine du son. Le son venant de la direction de la scène doit arriver en premier.
Un faible décalage renforce le son et même améliore l'intelligibilité. Plus important, il la réduit et donne une impression de confusion. La transition entre le bénéfique et le préjudiciable se fait entre un et six centièmes de seconde ; l'effet dépend du niveau relatif des signaux et de la réverbération naturelle du lieu. En se basant sur une valeur limite intermédiaire de 30 ms, et une vitesse du son de 340 m/s, il faut insérer une ligne à retard si les sources sont éloignées d'une dizaine de mètres ou plus.
Le son se dédouble s'il a plus de quelques centièmes de seconde de retard.

## Calcul théorique, méthode alternative
En divisant la distance par la vitesse du son dans l'air (en mètres par seconde), l'ingénieur du son obtient la valeur du retard total à corriger (en secondes).
La distance à considérer est en général celle entre la sonorisation de façade et le groupe d'enceintes à corriger. Du point de vue d'un spectateur, la distance utile est la différence de parcours entre le son issu de la façade et celui qui arrive du groupe secondaire, mais cette différence varie évidemment d'un endroit à un autre. On choisira un retard un peu supérieur au résultat obtenu par calcul.
La vitesse du son varie principalement selon la température. La formule {\displaystyle 331.5+0,6\times t_{^{\circ }C}} où {\displaystyle t_{^{\circ }C}} est la température en degrés Celsius, donne une vitesse suffisamment précise pour ce calcul. Si l'air est chaud et humide, la vitesse augmente un peu. À 15 °C, il n'y a pas d'augmentation ; à 30 °C, la vitesse du son dans un air à une humidité relative de 85% est supérieure de 2 m/s à celle de l'air sec.
Pour une distance de 70 m de la façade aux derniers rangs, avec une température de 30 °C et une humidité relative de 50%, la vitesse est d'environ 350,5 m/s et le son aurait presque 200 ms de retard au plus loin de la scène.
Plutôt que d'effectuer ce calcul, l'ingénieur du son peut également faire varier la valeur du retard jusqu'à atteindre celle que requièrent les dimensions de son installation. Cette méthode directe par essai-erreur suppose néanmoins qu'une personne procède au réglage, en régie, tandis qu'une autre lui indique, depuis l'extrémité du périmètre à sonoriser, si l'écho est supprimé ou est toujours perceptible, et par extension si la valeur choisie est correcte ou non.
Le calcul a l'avantage de permettre de régler le retard en fonction de la température prévue pendant l’événement. En salle, la présence du public peut chauffer et humidifier l'atmosphère, tandis qu'en extérieur, la tombée de la nuit va la refroidir.
Dans l'exemple en plein air ci-dessus, on s'attend à ce que la température baisse à la tombée du jour. 5 °C de moins correspondent à 5 × 0,6 = 3 m/s en moins. À 35 m, le retard va passer de 200 ms à 202 ms. Pour une baisse de 10 °C, il atteindrait 204 ms. On en tient compte, de sorte que le son des enceintes relais n'arrive jamais en premier.
Quel que soit le procédé, les techniciens vérifient la qualité de la sonorisation en tous points.

## Retard dans les réseaux
Dans un réseau de haut-parleurs, l'ajustement du retard entre les unités permet de régler la directivité. Une ligne de haut-parleurs disposés en ligne droite dirige le son principalement dans la direction perpendiculaire. Un délai progressif le long de la colonne équivaut à un basculement. La progression des délais en permet de rendre la directivité moins dépendante de la fréquence. Dans cette application, les retards sont bien plus réduits que pour la compensation des enceintes de relais. Un retard d'une microseconde équivaut au déplacement d'un élément de 0,34 mm. En général, une unité de contrôle détermine la valeur du retard.
Dans un réseau de microphones, il en va de même. La combinaison des signaux de capteurs disposés dans les trois dimensions avec le retard approprié permet de construire une image du champ sonore et d'en obtenir le signal dans une direction variable sans changer la position de l'ensemble.

## Retard dans les systèmes audiovisuels
Dans un programme audiovisuel, le son ne doit pas avoir plus d'une image d'avance sur l'image ni plus de 2 images (40 ms) de retard. Le traitement de l'image apporte fréquemment un retard de une à trois images. Le signal sonore doit être retardé d'autant. Les lignes à retard nécessaires sont le plus souvent incluses dans le matériel audiovisuel numérique.
En projection, la synchronisation s'évalue depuis un siège situé aux deux tiers de la profondeur du local.